# Chris Rogles
Chris Jude Rogles (* 22. Januar 1969 in St. Louis, Missouri) ist ein ehemaliger US-amerikanischer Eishockeytorwart, der während seiner Karriere unter anderem für die Düsseldorfer EG, die Kassel Huskies, die Kölner Haie und die Grizzly Adams Wolfsburg aus der Deutschen Eishockey Liga aktiv war. Rogles gewann mit den Kölner Haien im Jahr 2002 die deutsche Meisterschaft. 

## Karriere

### Anfänge
Rogles begann seine Karriere 1989 im Team der Clarkson University, mit der er in der US-amerikanischen Collegeliga ECAC Hockey spielte. Mit den Golden Knights konnte er in den Jahren 1991 und 1993 das Meisterschafts-Endspiel der ECAC erreichen. Folglich war die Mannschaft dazu berechtigt, an der Eishockeymeisterschaft der NCAA teilzunehmen. Rogles war in dieser Zeit Stammtorhüter bei den Golden Knights und verzeichnete regelmäßig eine gute Fangquote. Seine beste Saison war zeitgleich auch seine letzte an der Clarkson University. Er kam in 24 Spielen zum Einsatz und kassierte dabei lediglich 2,42 Gegentore im Schnitt. Dies war sein bisher bester Wert. Der damals 24-Jährige beendete daraufhin sein Studium und wechselte in die International Hockey League zu den Indianapolis Ice. In den folgenden drei Jahren war seine Karriere von mehreren Vereinswechseln innerhalb der IHL geprägt. In dieser Zeit spielte er unter anderem für die Las Vegas Thunder und die Minnesota Moose.

### Wechsel nach Europa
Während der Spielzeit 1995/96 entschied er sich für einen Wechsel nach Europa und unterschrieb einen Vertrag bei IF Troja-Ljungby aus der zweithöchsten schwedischen Spielklasse, der Division 1 (heute HockeyAllsvenskan). Rogles zeigte gute Leistungen und bekam im Sommer 1997 ein Vertragsangebot von der Düsseldorfer EG. Er entschied sich für ein Engagement in der Deutschen Eishockey Liga und entwickelte sich fortan zu einem der besten Torhüter der deutschen Eliteliga. Zur Saison 1998/99 schloss er sich den Kassel Huskies an, mit denen er in den Jahren 2000 und 2001 jeweils das Play-off-Halbfinale erreichen konnte. Zudem wurde er zum besten Torwart der DEL-Saison 1998/99 ausgezeichnet. Durch die guten Leistungen empfahl er sich für die US-amerikanische Nationalmannschaft, mit der er an der Weltmeisterschaft 1999 in Japan teilnahm. Rogles kam jedoch auf keinen Einsatz für sein Mutterland.

### Meisterschaft und DEB-Pokal mit den Kölner Haien
Im Sommer 2001 verließ er die Huskies in Richtung Köln. Bei den Haien feierte er die größten sportlichen Erfolge in seiner bisherigen Karriere. Gleich in seiner ersten Spielzeit beim KEC gewann er die Deutsche Meisterschaft des Jahres 2002. Rogles bewährte sich als starker Hinterhalt und hatte somit großen Anteil an diesem Erfolg. Im darauffolgenden Jahr hätte er diesen Erfolg beinahe wiederholen können, scheiterte allerdings mit seinem Team im Finale an den Pinguinen aus Krefeld. Dieses war zugleich das beste Spieljahr in seiner Karriere, so konnte er einen Gegentorschnitt von lediglich 1,84 aufweisen.
Schließlich wurde Rogles 2003 erneut für die US-amerikanische Nationalmannschaft nominiert, mit der er im gleichen Jahr an der Weltmeisterschaft in Finnland teilnahm. Dabei wurde er insgesamt drei Mal eingesetzt und erreichte mit dem Team der Vereinigten Staaten den 13. Platz. Somit entging man knapp dem Abstieg in die B-WM.
Nach zwei weiteren Jahren bei den Haien, mit denen er 2004 den DEB-Pokal gewann, wurde sein Vertrag nicht verlängert. Auf dem Höhepunkt seiner Karriere wurde er zudem von den Fans und Journalisten für das DEL All-Star Game 2005 nominiert. 

### Wechsel in Liga zwei und anschließendes Karriereende
Anschließend entschied er sich für ein Engagement bei den Grizzly Adams Wolfsburg, die damals in der 2. Bundesliga spielten. Dort verblieb er mit seinem neuen Klub allerdings nur bis 2007 und stieg mit den Grizzly Adams nach einem Play-off-Finalsieg gegen die Kassel Huskies in die DEL auf. Nach der Rückkehr in die höchste deutsche Spielklasse, kam Rogles nur noch unregelmäßig zum Einsatz.
Im Jahr 2008 beendete er im Alter von 39 Jahren seine aktive Eishockeykarriere.

### Rekorde in der DEL
Rogles kam in der Spielzeit 2001/02 auf insgesamt 70 DEL-Einsätze, was bis heute Rekord für einen Torhüter ist. Zudem spielte er in der DEL 30 Mal zu null und gehört damit zu den zehn erfolgreichsten Torhütern der DEL-Geschichte (Alle Angaben Stand September 2021).

## Erfolge und Auszeichnungen
| - 1991 ECAC-Meister mit der Clarkson University - 1991 ECAC Second All-Star Team - 1993 ECAC-Meister mit der Clarkson University - 1994 Ken McKenzie Trophy - 1999 Bester Torhüter der Deutschen Eishockey Liga | - 2002 Deutscher Meister mit den Kölner Haien - 2003 Teilnahme am DEL All-Star Game - 2004 DEB-Pokal-Gewinn mit den Kölner Haien - 2005 Teilnahme am DEL All-Star Game - 2007 Meister der 2. Bundesliga mit den Grizzly Adams Wolfsburg |